# George Herman Babcock
George Herman Babcock (Unadilla Forks, 17 juni 1832 – 16 december, 1893) was een Amerikaanse werktuigbouwkundige en uitvinder op het gebied van stoomketels, en medeoprichter van machinefabriek Babcock & Wilcox.

## Levensloop
Babcock werd geboren in het gehucht in Otsego County in de streek Cortland county in de staat New York. Hij stamde uit een familie van uitvinders en mechanici. In deze streek bracht hij het grootste deel van zijn jeugd door. Later verhuisde hij naar Brooklyn, waar hij vanaf 1860 in in de avonduren een opleiding volgde aan het Cooper instituut.
Na het begin van de Amerikaanse Burgeroorlog in 1861 verhuisde hij naar Mystic in Connecticut, waar hij bij de Mystic Iron Works scheepswerf ging werken aan vooral opdrachten voor de Amerikaanse overheid. Vervolgens werd hij hoofdontwerper bij de Hope Iron Works in Providence in Rhode Island, waar hij de jongere Stephen Wilcox ontmoette.
Samen met Stephen Wilcox ontwikkelde Babcock een nieuwe type stoomgenerator met waterpijpen, die veiliger werkten met een hoger rendement. Deze machine werkte met een hogere druk, veel beter dan vergelijkbare machines in die tijd. In 1867 verwierven ze een patent voor hun uitvinding.
In het jaar van hun eerste patent begonnen ze een partnerschap waaruit in 1881 het bedrijf Babcock & Wilcox ontstond. Dit bedrijf groeide uit tot een belangrijke producent van stoomgeneratoren en bouwer van elektriciteitscentrales wereldwijd.
Op latere leeftijd Babcock stond bekend als filantroop.